# De terre et de mer

De terre et de mer est un court métrage documentaire réalisé par Georges Régnier.

## Synopsis
Une journée en Bretagne, qui pourrait être d'hier ou d'aujourd'hui, rythmée par le flux et le reflux des marées, les tâches modestes et les  travaux d'Hercule, par une lumière toujours changeante qui naît du gris précédant l'aurore et meurt soir après soir dans le gris d'une nouvelle nuit. 

## Fiche technique
- Titre : De terre et de mer
- Réalisation et scénario : Georges Régnier
- Directeur de la photographie : Lucien Joulin
- Musique : Yves Baudrier
- Production et distribution : Armor Films
- Produit avec la participation du Commissariat Général au Tourisme
- Pays d'origine : France
- Durée : 21 minutes
- Caractéristiques techniques : Noir et Blanc, 35 mm (positif et négatif), son mono, format d'image : 1 x 1.37
- Date de sortie : Décembre 1960 (Journées Internationales du Court Métrage de Tours)

## Lieux de tournage
- Bretagne
- Brest
- Carnac